# Тучна (Польща)
Тучна (пол. Tuczna) — село в Польщі, у гміні Тучна Більського повіту Люблінського воєводства. Населення — 1005 осіб (2011).

## Історія
За даними етнографічної експедиції 1869—1870 років під керівництвом Павла Чубинського, у селі переважно проживали римо-католики, меншою мірою — греко-католики, які переважно розмовляли українською мовою.

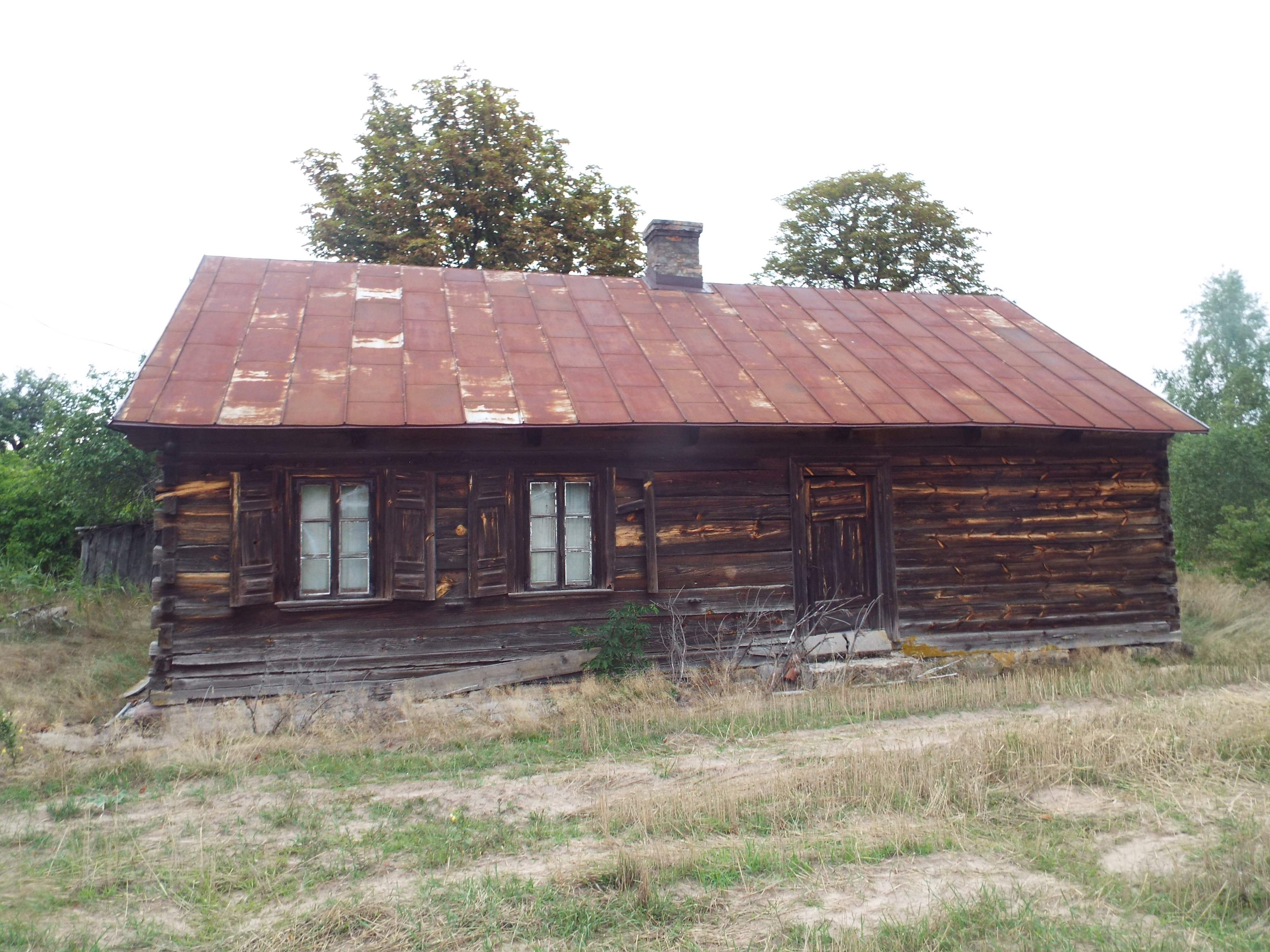
Хата на хуторі с. Тучна (адреса Тучна 260) — місце укладання перемир'я між УПА та ВІН на Підляшші 27 жовтня 1945 р. Фото 2019 р.

За німецьким переписом 1940 року, у селі проживало 1177 осіб, з них 1176 поляків і один німець.
Село Тучна є місцем надзвичайно важливої події в важких польсько-українських відносинах часів другої світової війни. Саме на хуторі с. Тучна в будинку штабу локального керівника ВІН Яна Шатовського «Загончика» 27 жовтня 1945 року відбулася зустріч представників ВІН з УПА, де було укладено перемир'я, яке закінчило протистояння на Підляшші. Одним з результатів цього перемир'я стала участь бойовиків СБ ОУН в акції ВІН проти УБ у Володаві 22 жовтня 1946 року. Хата, де було укладено порозуміння збереглася і має номер 260. Проте, вона станом на 2019 рік виставлена на продаж і може зникнути. У середині 1940-х років у районі Тучни діяла сотня УПА Івана Романечка («Володі»), що належала до тактичного відтинку «Данилів».
У 1975—1998 роках село належало до Білопідляського воєводства.

## Населення
Демографічна структура станом на 31 березня 2011 року:
|          | Загалом | Допрацездатний вік | Працездатний вік | Постпрацездатний вік |
| -------- | ------- | ------------------ | ---------------- | -------------------- |
| Чоловіки | 503     | 116                | 317              | 70                   |
| Жінки    | 502     | 128                | 248              | 126                  |
| Разом    | 1005    | 244                | 565              | 196                  |